# Villa Flora (Winterthur)

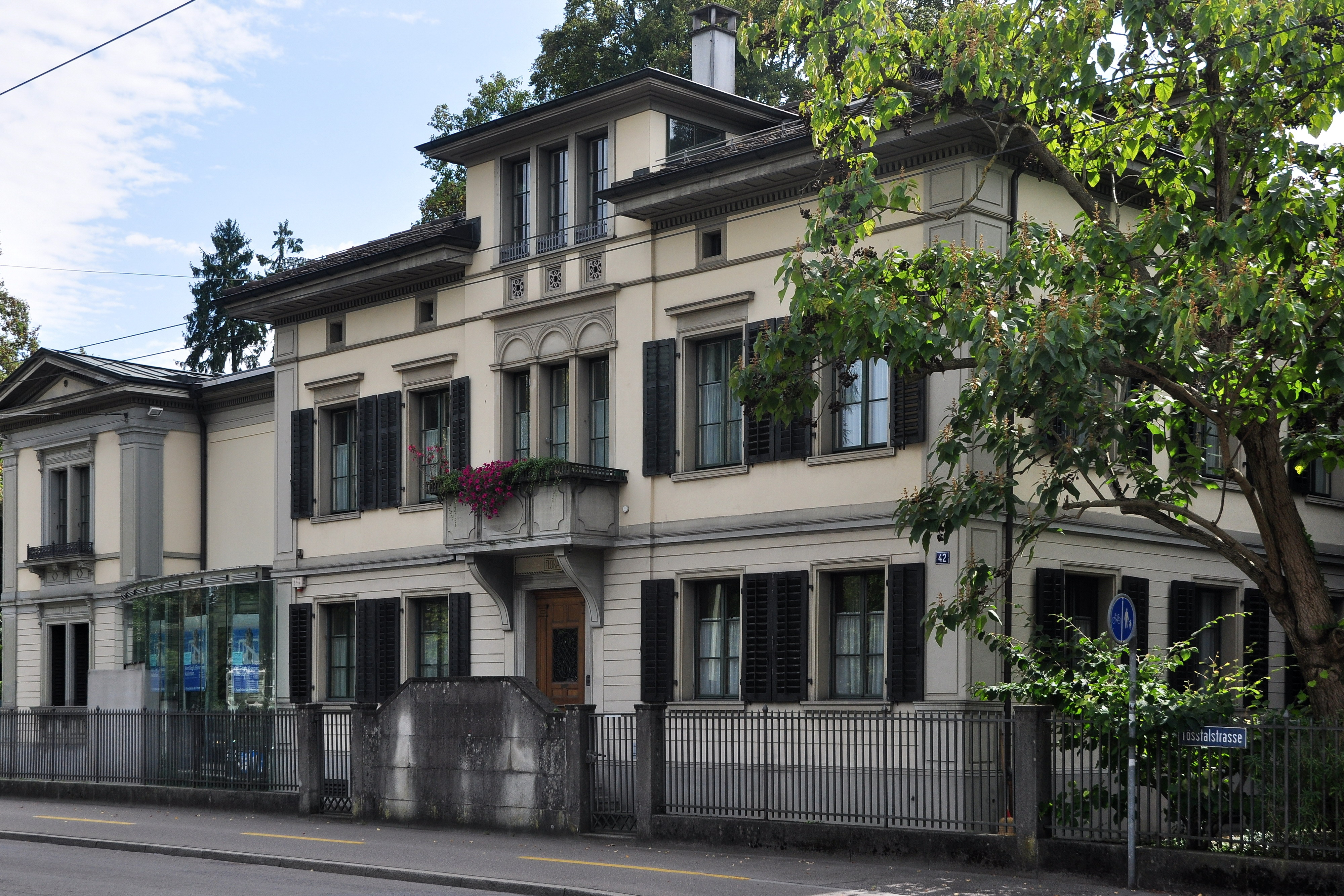
Villa Flora in Winterthur

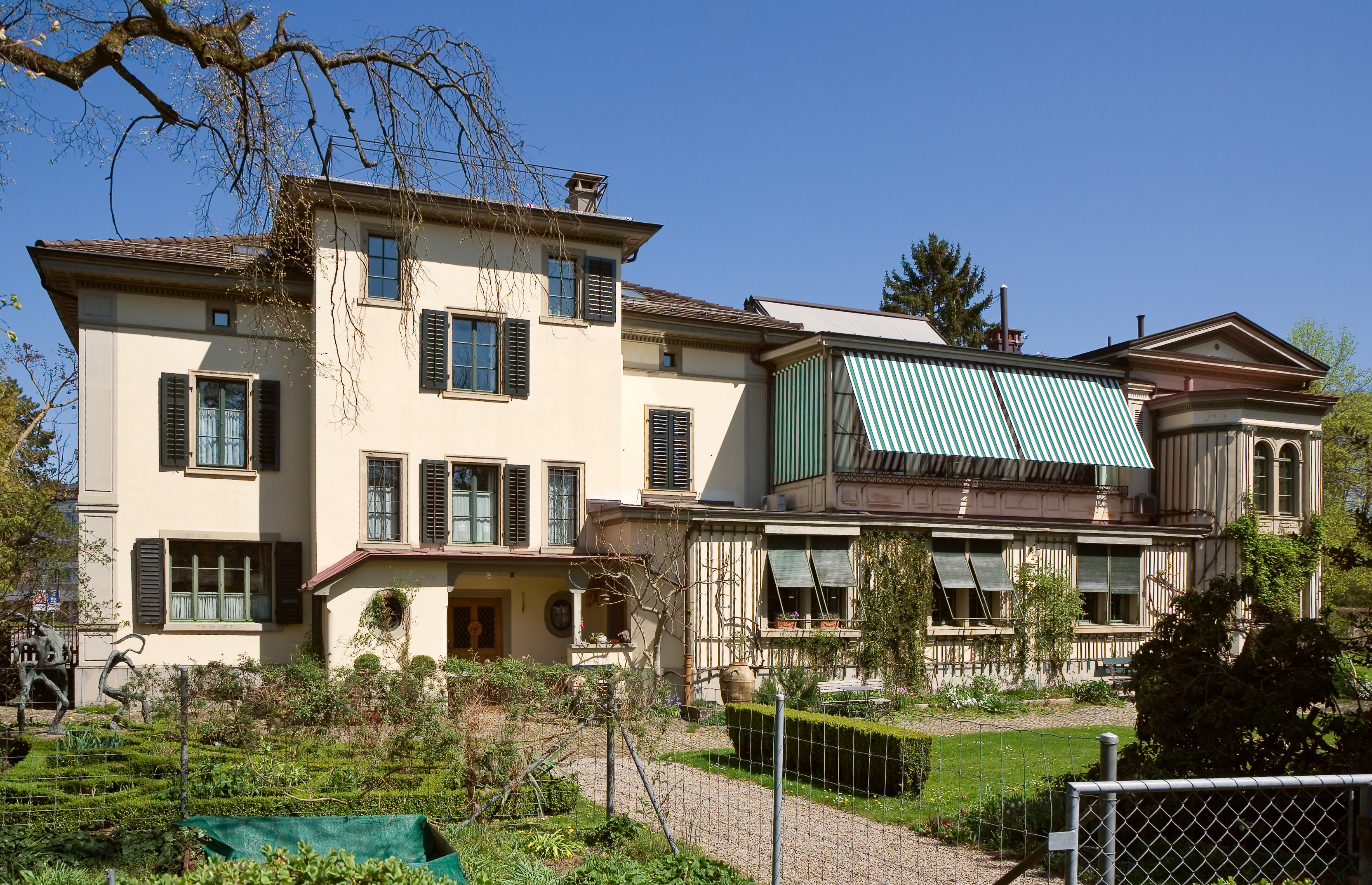
Rückseite mit Garten

Die Villa Flora (eigentlich: Kunst Museum Winterthur | Villa Flora) ist ein öffentliches Schweizer Kunstmuseum in Winterthur, das Teil des Kunst Museum Winterthur ist.
Das Museum wurde im Jahr 1995 als privates Kunstmuseum unter der Ägide der Familie Hahnloser eröffnet und beherbergte zwischen den Jahren 1995 und 2014 mehr als 100 Gemälde der französischen und schweizerischen Malerei des ausgehenden 19. und beginnenden 20. Jahrhunderts aus dem Bestand der ehemaligen Sammlung von Hedy Hahnloser-Bühler und Arthur Hahnloser. Seit dem Jahr 2018 gehört die Villa Flora mit dem Museum Oskar Reinhart und dem Kunstmuseum Winterthur zum Kunst Museum Winterthur und wird als Kunst Museum Winterthur | Villa Flora geführt. Das Gebäude wurde nach der Fusion umgebaut und im Jahr 2024 wiedereröffnet.

## Geschichte
Im Jahr 1898 heiratete Hedy Hahnloser-Bühler (1873–1952), Tochter des Textilherstellers Karl Bühler-Blumer, den Augenarzt Arthur Hahnloser (1870–1936). Die Sammeltätigkeit des Paars ging vor allem von der Ehefrau aus, die von ihrem Mann beim Aufbau der von 1905 bis 1936 entstandenen Sammlung massgeblich unterstützt wurde. Sie förderten heute namhafte Maler des Nachimpressionismus.
Nach der Renovation 1995 wurde die Sammlung Hahnloser in Form von Wechselausstellungen der Öffentlichkeit präsentiert. Die Werke kommen aus der Hahnloser/Jaeggli Stiftung und von den Nachkommen des Sammlerehepaars Hedy und Arthur Hahnloser-Bühler.
Im Mai 2014 wurde der Museumsbetrieb eingestellt. Im Februar 2015 startete eine Ausstellung der Sammlung in der Hamburger Kunsthalle, die in kleinerem Umfang im Pariser Musée Marmottan, im Kunstmuseum Moritzburg, Halle (Saale) und in der Staatsgalerie Stuttgart bis 2017 fortgesetzt wurde. Ab dem Jahr 2017 waren die Werke der Hahnloser/Jaeggli-Stiftung in einem eigenen Bereich des Kunstmuseums Bern zu sehen. Die Neueröffnung des Museums Villa Flora fand am 22. März 2024 statt.

## Gebäude
Die Villa wurde 1846 erbaut und war seit 1856 im Familienbesitz der Bühlers. Das Ehepaar zog früh in das Haus, aus dem Arthur Hahnloser seine Arztpraxis führte. Von 1862 bis 1927 wurde der Bau mehrmals erweitert. Eine dieser Erweiterungen ist der 1908 von den Architekten Rittmeyer/Furrer im Jugendstil nebst Möbeln und Lampen entworfene Salon, der in der ersten Zürcher Raumkunstausstellung gezeigt wurde und noch vollständig original erhalten ist. Zuletzt wurde die Villa bei einer Renovation vor der Eröffnung als Museum um eine Eingangshalle erweitert. Im Garten der Villa stehen zwei lebensgroße Bronzefiguren von Aristide Maillol.

## Sammlung Hahnloser
In der Sammlung sind bedeutende Werke folgender Künstler enthalten: Pierre Bonnard, Paul Cézanne, Giovanni Giacometti, Vincent van Gogh, Ferdinand Hodler, Aristide Maillol, Henri Manguin, Albert Marquet, Henri Matisse, Odilon Redon, Pierre-Auguste Renoir, Auguste Rodin, Georges Rouault, Ker-Xavier Roussel, Henri de Toulouse-Lautrec, Félix Vallotton, Edouard Vuillard und Friedrich Wield. Die Sammlung ist in der Schweiz als Kulturgut von nationaler Bedeutung gelistet.
Während des Umbaus der Villa Flora waren die Werke der Sammlung im Rahmen einer Wanderausstellung in diversen Museen zu sehen:
- Verzauberte Zeit. Meisterwerke aus der Sammlung Arthur und Hedy Hahnloser-Bühler, Hamburger Kunsthalle, 20. Februar – 16. August 2015
- Villa Flora, les temps enchantés. Monet, Renoir, Cézanne, van Gogh, Bonnard, Vuillard, Vallotton, Matisse… Chefs-d’Œuvre de la collection Arthur et Hedy Hahnloser Villa Flora, Musée Marmottan Paris, 10. September 2015 – 7. Februar 2016
- Magie des Augenblicks – van Gogh, Cézanne, Bonnard, Vallotton, Matisse. Meisterwerke aus der Sammlung Arthur und Hedy Hahnloser-Bühler, Kunstmuseum Moritzburg Halle (Saale), 12. März – 11. September 2016
- Aufbruch Flora. Meisterwerke aus der Sammlung Arthur und Hedy Hahnloser-Bühler, Staatsgalerie Stuttgart, 3. Februar – 18. Juni 2017
- Die Sehnsucht lässt alle Dinge blühen…Van Gogh bis Cézanne, Bonnard bis Matisse. Die Sammlung Hahnloser, Kunstmuseum Bern, 11. August 2017 – 15. April 2018
- Von Cézanne und Van Gogh bis Bonnard und Matisse. Sammlung Hahnloser – Das ideale Lehrmuseum, Albertina Wien, 22. Februar – 24. Mai 2020

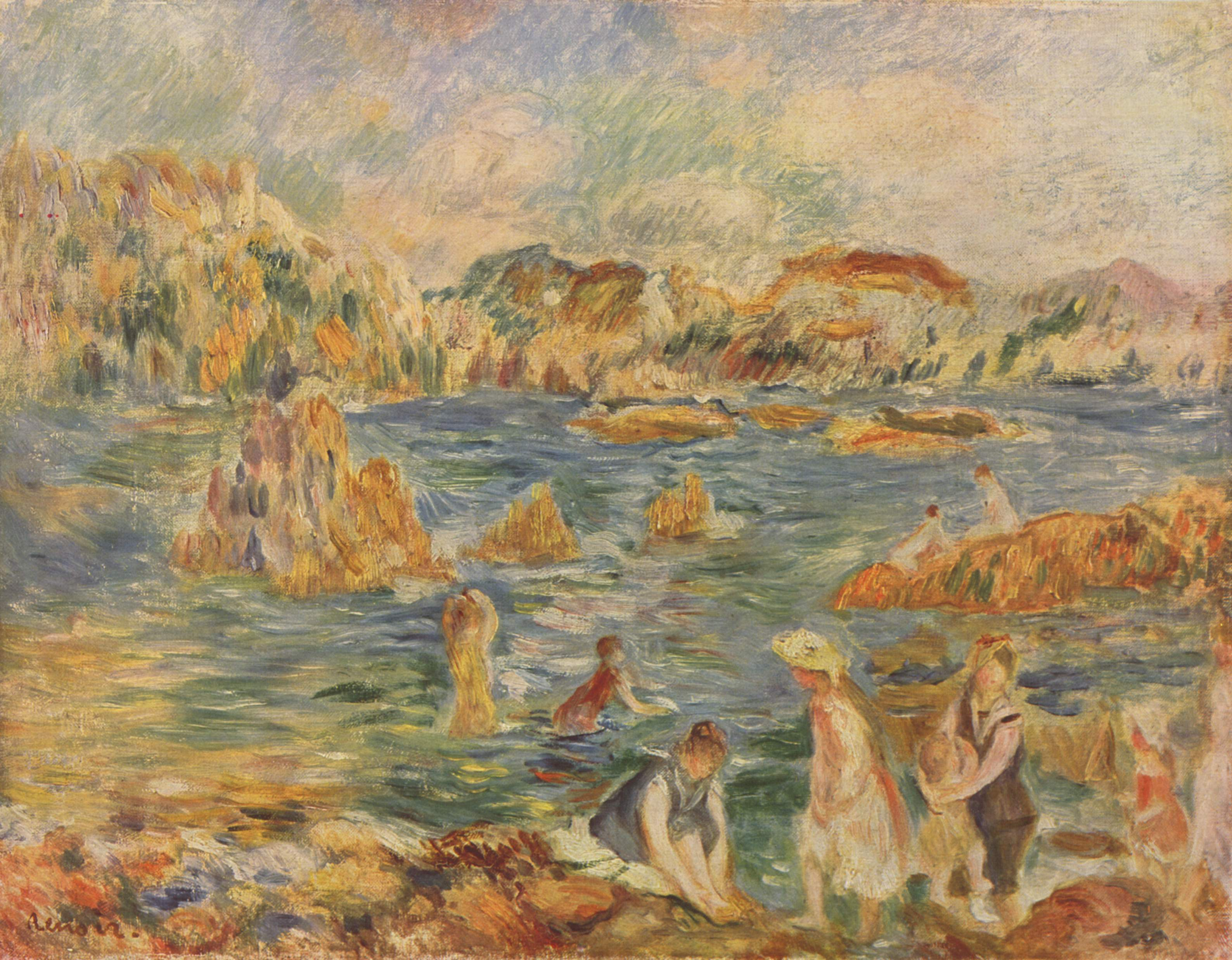
Pierre-Auguste Renoir: Am Strand von Guernsey (1883)
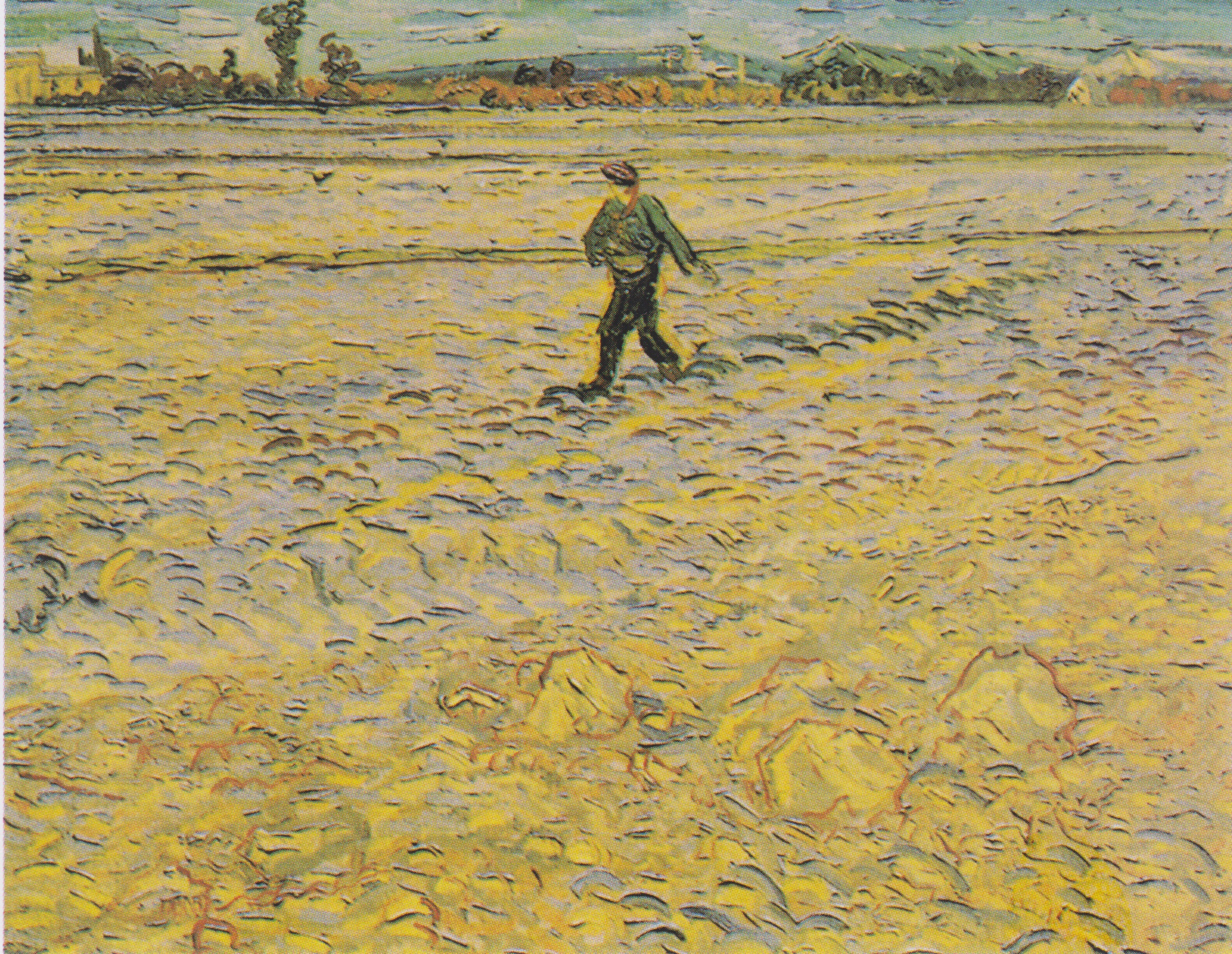
Vincent van Gogh: Der Sämann (1888)
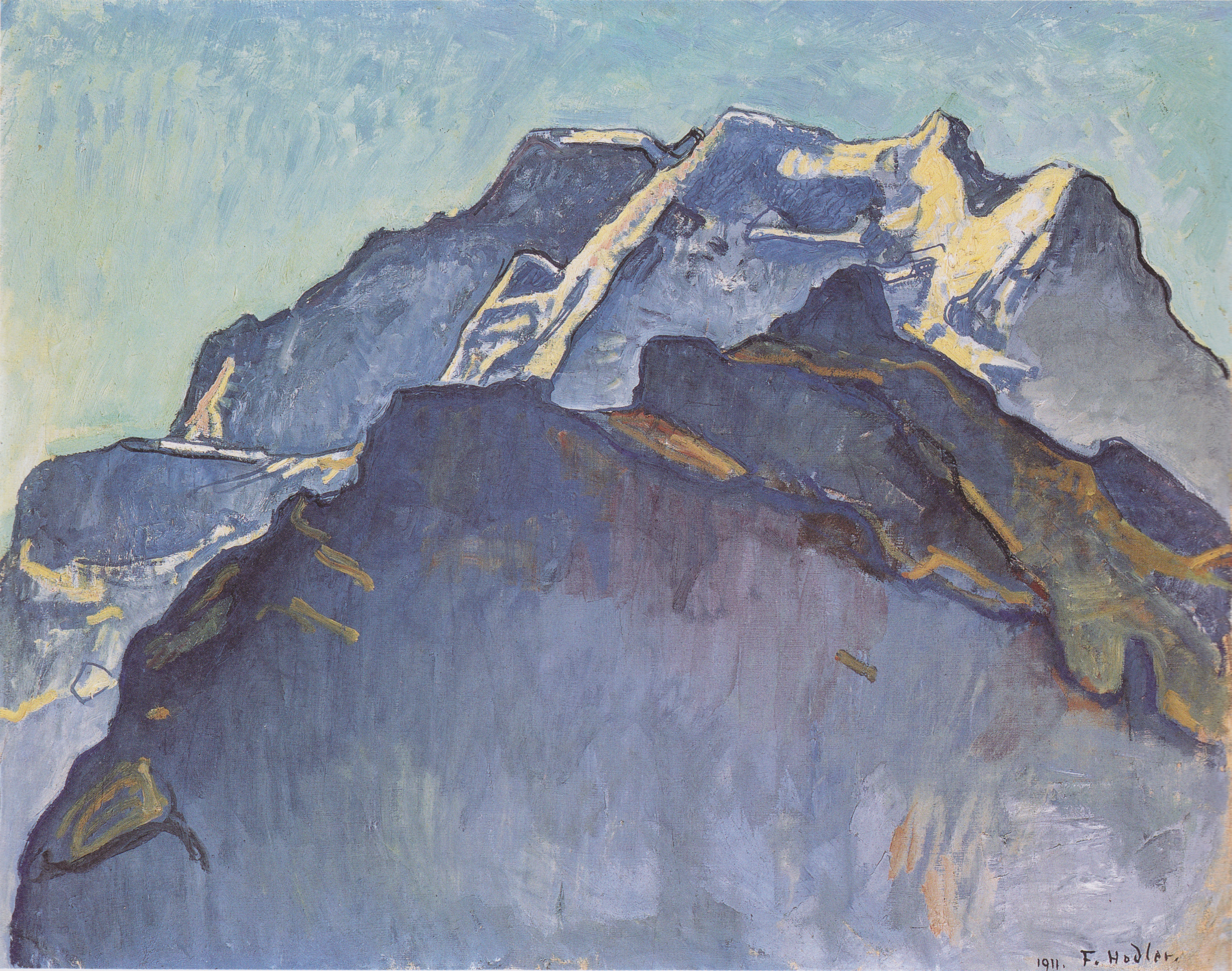
Ferdinand Hodler: Jungfrauenmassiv und Schwarzmönch (1911)
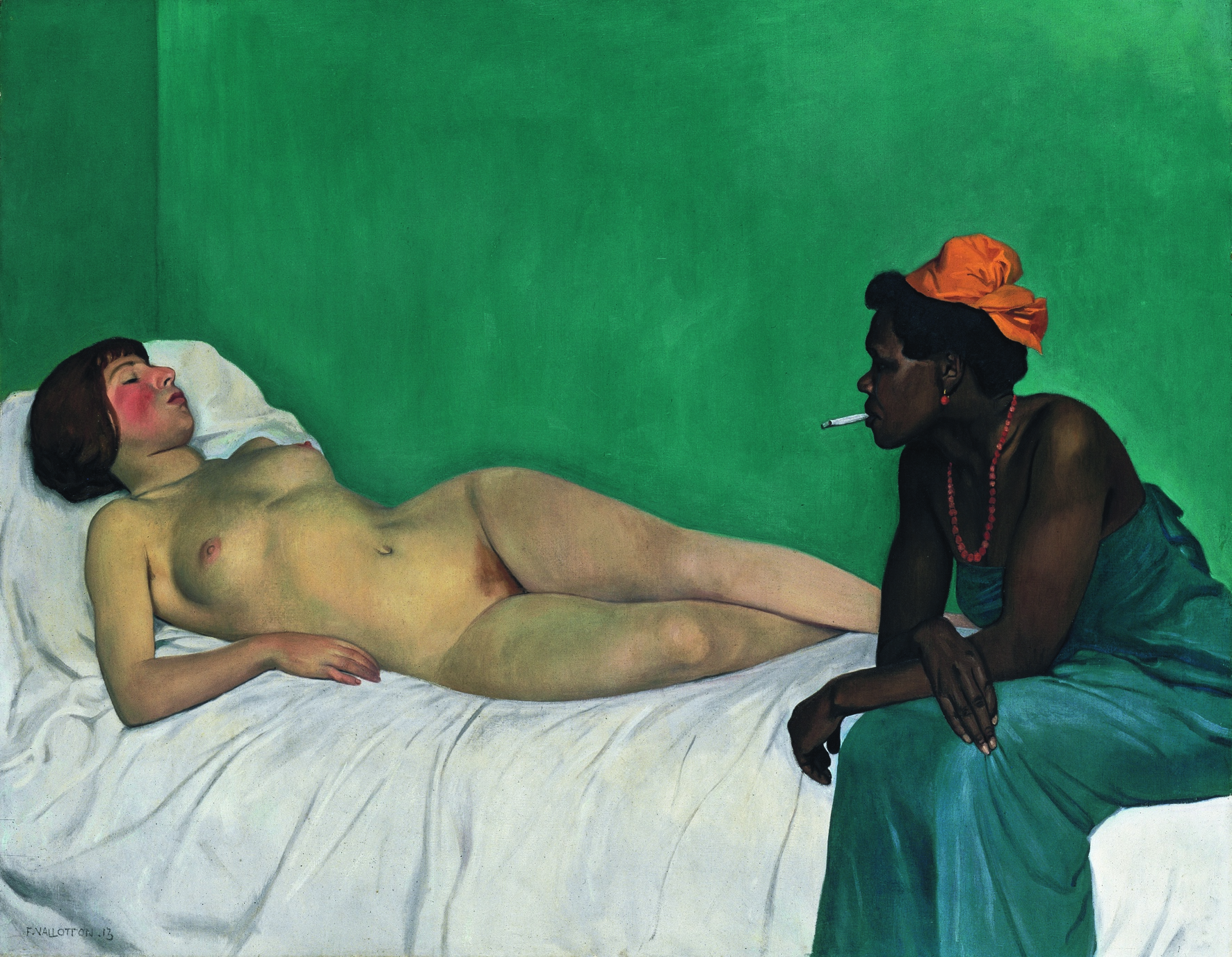
Félix Vallotton: La Blanche et la Noire (1913)

## Filme
- Kunststadt Winterthur (= Museums-Check. Folge 53). Reportage, 30 Min., Moderation: Markus Brock, Produktion: 3sat. Erstausstrahlung: 18. November 2018.[7]